# Цисплатин
Цисплатин (англ. Cisplatin, лат. Cisplatinum) — синтетичний лікарський препарат, який за своєю хімічною структурою є комплексною сполукою платини Цисплатин застосовується виключно внутрішньовенно. Цисплатин уперше отриманий ще в 1845 році, та застосовується у клінічній практиці з кінця 70-х років ХХ століття.

## Фармакологічні властивості
Цисплатин — синтетичний лікарський засіб, який за своєю хімічною структурою є комплексною сполукою платини. Механізм дії препарату подібний до алкілюючих протипухлинних засобів, та полягає у дії препарату на ДНК клітин злоякісних пухлин, що призводить до зшивки ниток ДНК, що порушує її структуру та пригнічує синтез ДНК, унаслідок чого відбувається зупинка мітозу пухлинних клітин, гальмування росту пухлини, а в кінцевому підсумку — апоптоз пухлинних клітин. Цисплатин також, хоча й незначно, пригнічує синтез білків та РНК. Цисплатин застосовується для лікування різних видів злоякісних пухлин: раку яєчка, раку яєчників, раку тіла матки, раку шлунка, раку стравоходу, саркомі Юїнга, колоректальному раку, раку простати, раку шкіри, меланомі, недрібноклітинному раку легень, причому комбінація цисплатину з вінорельбіном тривалий час вважалась золотим стандартом лікування недрібноклітинного раку легень. Цисплатин застосовується у комбінації й з іншими хіміотерапевтичними препаратами — гемцитабіном, лапатинібом, дакарбазином, топотеканом та рядом інших препаратів. Розробляються новітні способи застосування цисплатину, зокрема доставка препарату до пухлини за допомогою нанокомпозитних магнітних рідин із часточками магнетиту.

### Фармакокінетика
Цисплатин швидко розподіляється в організмі після внутрішньовенної ін'єкції, біодоступність препарату становить 100 %. Максимальна концентрація препарату після швидкого внутрішньовенного введення досягається протягом 1—5 хвилин, після повільної внутрішньовенної інфузії протягом 15—60 хвилин. Цисплатин накопичується у нирках, печінці, тонкій кишці та яєчках. Препарат добре (більш ніж на 90 %) зв'язується з білками плазми крові. Цисплатин погано проходить через гематоенцефалічний бар'єр (хоча може накопичуватися в пухлинах мозку), проникає через плацентарний бар'єр та виділяється в грудне молоко. Метаболізується препарат у печінці із утворенням неактивних метаболітів. Виводиться цисплатин із організму із сечею, дуже незначна кількість препарату виводиться із сечею та жовчю. Виведення цисплатину з організму двофазне, у першій фазі період напіввиведення становить 29—45 хвилин, кінцевий період напіввиведення становить 2—4 доби, при нирковій недостатності цей час може значно збільшуватися.

## Покази до застосування
Цисплатин застосовують для лікування раку яєчка, раку яєчників, раку тіла матки, раку шийки матки, раку шлунка, раку стравоходу, саркомі Юїнга та інших саркомах, колоректальному раку, раку простати, раку шкіри, меланомі, недрібноклітинного раку легень, раку сечового міхура, пухлинах головного мозку.

## Побічна дія
При застосуванні цисплатину можуть спостерігатися наступні побічні ефекти:
- Алергічні реакції та з боку шкірних покривів — шкірний висип, набряк Квінке, анафілактоїдні реакції, зміна голосу.
- З боку травної системи — стоматит, нудота, блювання, погіршення апетиту, порушення функції печінки.
- З боку нервової системи — судоми, міастенічний синдром, периферичні нейропатії, головний біль, неврит зорового нерва, порушення сприйняття кольорів, токсична дія на орган слуху.
- З боку серцево-судинної системи — тахікардія, артеріальна гіпотензія.
- З боку сечостатевої системи — аменорея, азооспермія, дозозалежна ниркова недостатність.
- З боку опорно-рухового апарату — біль у спині, біль в суглобах, біль у костях, біль у кінцівках.
- Зміни в лабораторних аналізах — лейкопенія, анемія, тромбоцитопенія, гіпокальціємія, гіпомагніємія, підвищення рівня сечової кислоти в крові, синдром неадекватної секреції антидіуретичного гормону, підвищення рівня активності амінотрансфераз і лужної фосфатази в крові.

## Протипокази
Цисплатин протипоказаний при підвищеній чутливості до препарату та інших сполук платини, при вираженому пригніченні функції кісткового мозку, виражених порушенні функції нирок, вагітності та годуванні грудьми.

## Форми випуску
Цисплатин випускається у вигляді розчину для внутрішньовенних інфузій або концентрату для приготування розчину для внутрішньовенних інфузій по 0,5 або 1 мг/мл по 10, 20, 50 і 100 мл.